# Ромуло Галегос
 Тази статия е за венецуелския писател.  За литературната награда вижте Ромуло Галегос (награда).  
Ро̀муло Галѐгос Фрѐйре (на испански: Rómulo Gallegos Freire) е венецуелски писател и политик от партията Демократично действие. Той е президент на страната в продължение на няколко месеца през 1948 г.

## Биография
Ромуло Галегос е роден през 1884 в Каракас и работи като учител, журналист и писател. Романът му „Доня Барбара“, издаден през 1929 г., е критичен към режима на Хуан Висенте Гомес и Гайегос е принуден да замине за Испания. Той се връща във Венецуела през 1936 г. и за известно време е министър на общественото образование, през 1937 г. е избран за депутат, а през 1940 – 1941 г. е кмет на Каракас.
През 1945 г. Галегос участва в преврата, довел на власт Ромуло Бетанкур. През 1947 г. се кандидатира за президент и печели значително мнозинство. Той встъпва в длъжност на 17 февруари 1948 г., но на 24 ноември е свален с военен преврат, след което напуска страната и живее в Куба, по-късно в Мексико. Завръща се през 1958 г. и е назначен за пожизнен сенатор. През 1964 г. е създадена литературна награда на негово име (вижте Награда „Ромуло Галегос“), която е връчена за пръв път през 1967 г.
Ромуло Галегос умира през 1969 г. в Каракас.